# Преследването на Либърти
Преследването на Либърти (на английски: Chasing Liberty) е американска романтична комедия от 2004 г., свързана с дъщерята на президента на Съединените щати. Филмът е режисиран от Анди Кейдиф и продуциран от Бродерик Джонсън. В него участват любимците на младото поколение, Менди Мор и Матю Гуд. Комедията много често е бъркана с филма „Дъщерята на президента“, който излиза през същата година и е с подобна тема.

## „Преследването на Либърти“ в България
На 23 декември 2008 г. Нова телевизия излъчи филма с български дублаж за телевизията. Дублажът е от Арс Диджитал Студио, чийто име не се споменава. Екипът се състои от:
| Преводач            | Мая Илиева                                                |
| Режисьор на дублажа | Яна Янева                                                 |
| Тонрежисьор         | Дора Маринова                                             |
| Озвучаващи артисти  | Мариана Жикич Татяна Захова Стефан Димитриев Борис Чернев |

На 15 декември 2013 г. започва повторно излъчване по bTV с втори войсоувър дублаж.
| Преводач            | Тония Микова                                                                           |
| Режисьор на дублажа | Тамара Войс                                                                            |
| Тонрежисьор         | Радослав Колев                                                                         |
| Озвучаващи артисти  | Елена Бойчева Ася Рачева Николай Николов Николай Върбанов Стоян Цветков Тодор Георгиев |